# Fryderyk Sellin

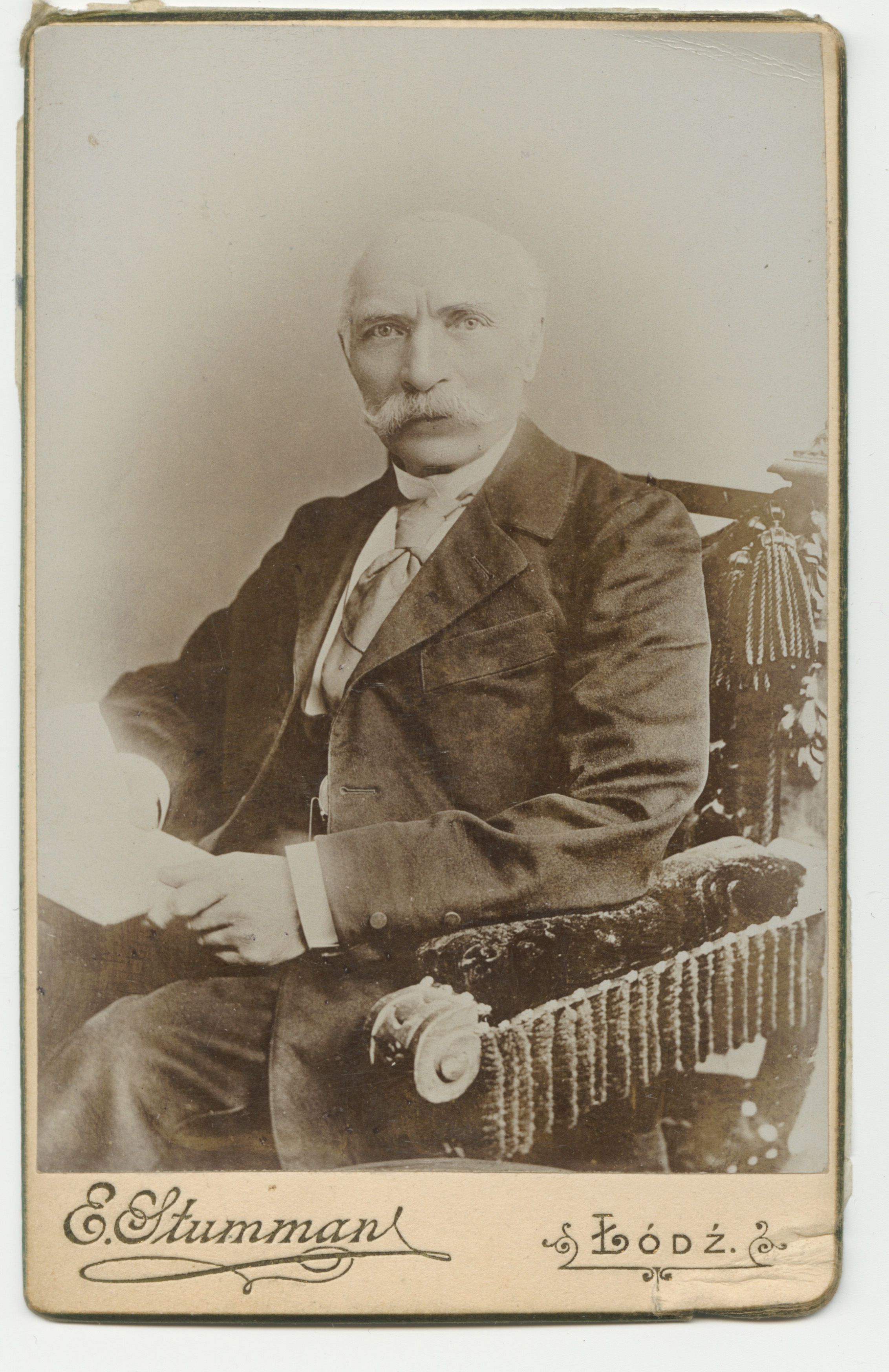
Fryderyk Sellin, przełom XIX i XX wieku. Zdjęcie wykonane w łódzkim zakładzie fotograficznym „E. Stumman”

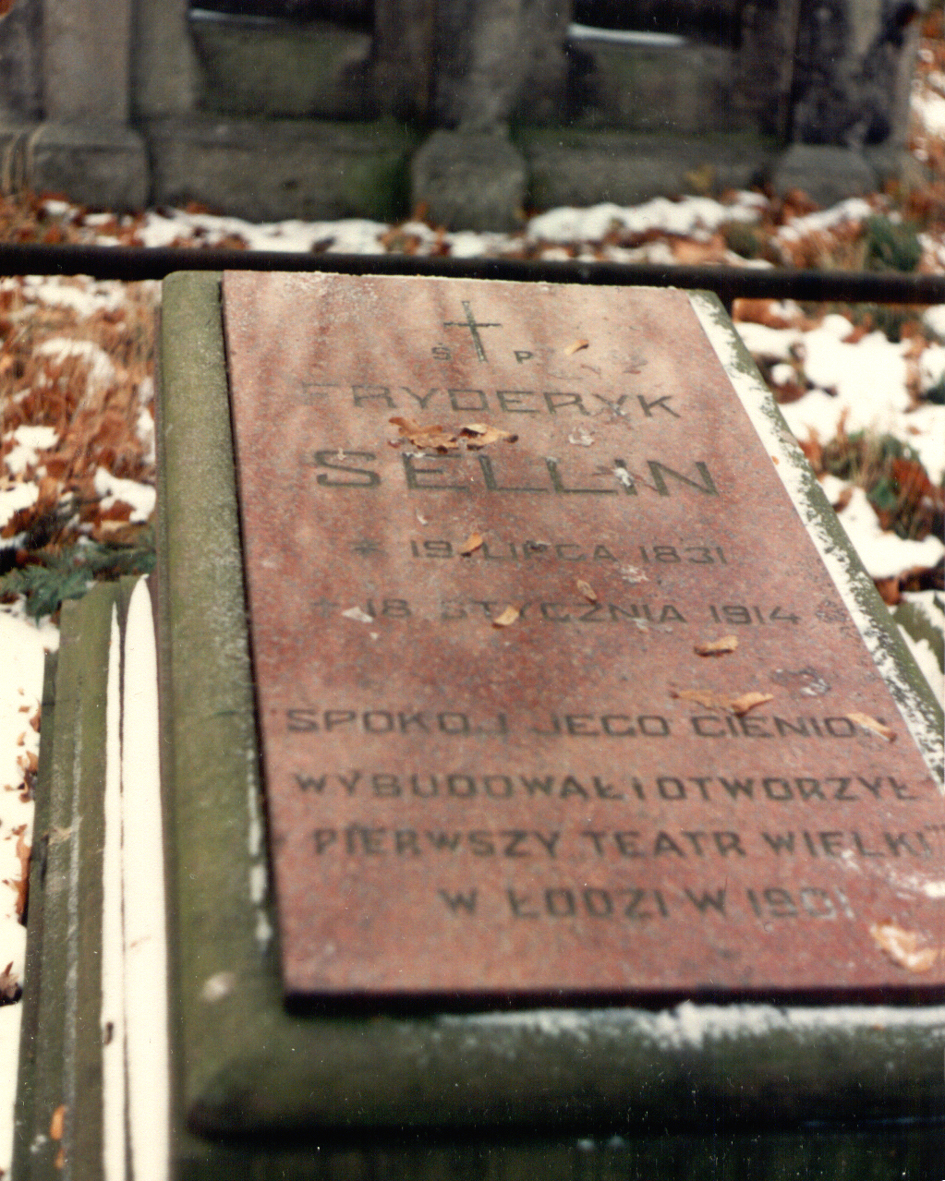
Nagrobek Fryderyka Sellina na Starym Cmentarzu przy ul. Ogrodowej w Łodzi w części ewangelickiej, 2004

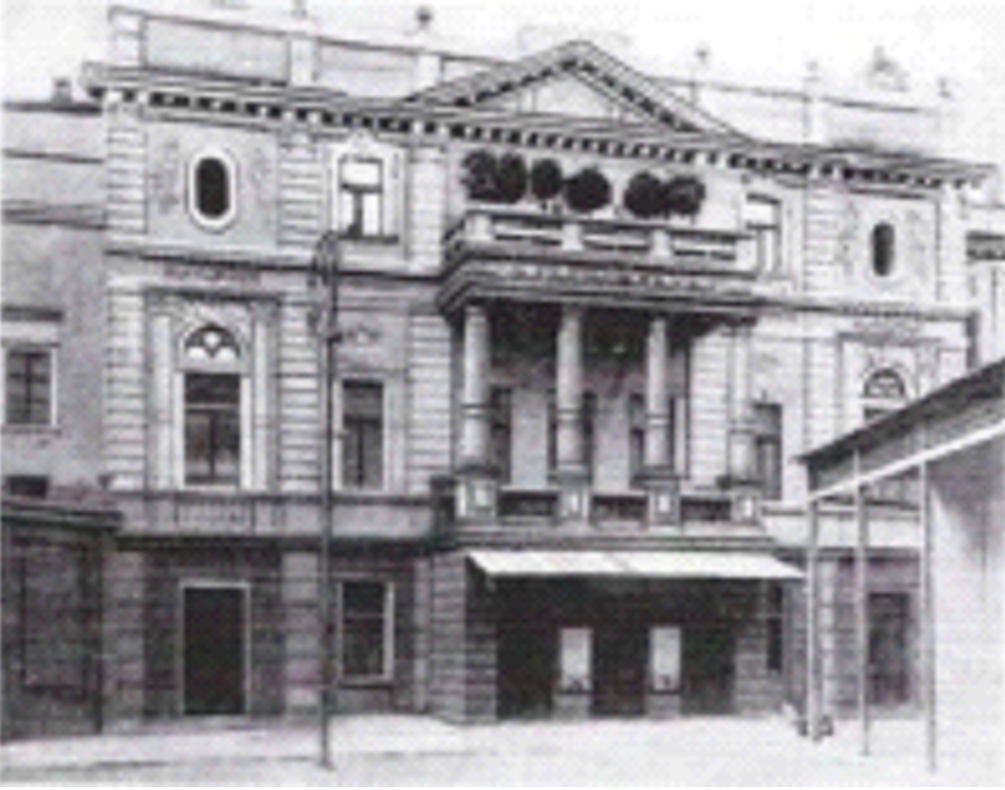
Teatr Wielki (1901-1920) Fryderyka Sellina w Łodzi przy ul. Konstantynowskiej 14/16, obiekt nie istnieje

Fryderyk Sellin (ur. 24 lipca 1831 w Kaliszu, zm. 18 stycznia 1914 w Łodzi) – łódzki cukiernik, kupiec, przedsiębiorca teatralny, „lodzermensch”.

## Życiorys
Fryderyk Sellin pochodził ze spolonizowanej rodziny niemieckiej. Po odbyciu praktyki cukierniczej w Lublinie i Warszawie, jako osiemnastolatek, osiadł w Łodzi. W 1853 r. otworzył cukiernię wraz z kawiarnią w parterowym murowanym domu Jana Lebelta przy ul. Piotrkowskiej 47 w lewym narożniku ulicy Zielonej, później przeniesioną na Nowy Rynek (obecnie Plac Wolności) 8. Równocześnie w tymże 1853 założył na posesji przy ul. Piotrkowskiej 91 teatr letni zwany „Pod Wiatrakiem” – drugi w mieście, działający do 1858. Występował tam zespół amatorski, który zazwyczaj grał sztuki z przeznaczeniem dochodu z przedstawienia na cele dobroczynne.
Szybko zasłynął z organizowania innych, różnorodnych przedsięwzięć kupieckich i działań na rzecz miasta. Prowadził cukiernie, kawiarnię, piekarnię i restaurację, handel win i wódek, sprowadzał sól, świece i mydło. Wybudował łazienki publiczne, utrzymywał bilard i przewozy omnibusami, był niestrudzonym organizatorem amatorskich i zawodowych przedstawień teatralnych w Łodzi. Mawiano, że imał się wszystkiego, prócz manufaktury, czyli tylko nie był właścicielem żadnej fabryki włókienniczej. Ale najbardziej zasłynął jako budowniczy teatrów.

## Twórca łódzkich teatrów
W 1865 r. na tyłach innej swojej cukierni, która mieściła się wówczas przy ul. Konstantynowskiej (obecnie ul. Legionów) 14/16, od frontu otworzył lokal gastronomiczny, a na jej tyłach w drewnianym budynku przerobionym z dawnej wojskowej ujeżdżalni koni powołał do życia teatr Sellina, przemianowany wkrótce na „Arkadię”. M.in. sztuki Schillera i Fredry grywały w nim zarówno zespoły zawodowe, jak i amatorskie. Budynek ten nieco później (1898 r.) przerobiony został na teatr letni „Apollo” z widownią na 800 miejsc, w którym grywano głównie operetki. Ale było to dla niego wciąż mało. W 1901, w tym samym miejscu zbudował według projektu Adolfa Zeligsona teatr, prawdziwy Teatr Wielki z największą w owym czasie w mieście salą teatralną na 1250 widzów i najnowocześniejszym wyposażeniem technicznym, w tym centralnym ogrzewaniem i oświetleniem elektrycznym.
Otwarcie teatru 28 września 1901 było ogromnym wydarzeniem tamtego czasu. Uroczystość uświetnili Henryk Sienkiewicz i Henryk Siemiradzki. Pojawiła się na nim elita kulturalna i towarzyska – literaci, dziennikarze, artyści. Trzypiętrowa widownia w kształcie litery U mieściła 1250 widzów – był to więc, biorąc pod uwagę pojemność sali, rzeczywiście teatr „wielki”, największy w mieście. Funkcjonalność i wyposażenie wnętrza, mimo – nowości wówczas – centralnego ogrzewania i elektrycznego oświetlenia, budziły jednak wiele zastrzeżeń.
To ciekawy przykład budownictwa teatralnego w Polsce. Ten liczący 1250 miejsc budynek rywalizował – gdy idzie o wielkość widowni – z Teatrem Wielkim w Warszawie. Wzniósł go własnym kosztem w tym wielonarodowościowym, przemysłowym mieście spolonizowany cukiernik Fryderyk Sellin, zatrudniając jako architekta Adolfa Zeligsona, który projektował wille i pałace fabrykantów łódzkich, w tym pałac Izraela Poznańskiego. Pałac ten jest obecnie siedzibą Muzeum Miasta Łodzi. Teatr Wielki spalił się w roku 1920 (kolejny Teatr Wielki w Łodzi zostanie otwarty w roku 1967).
Teatr Wielki nie przyniósł mu jednak szczęścia. Mimo początkowego entuzjazmu, sala teatru szybko zaczęła świecić pustkami. Rosnące straty finansowe zmusiły go do sprzedaży w 1912 r. całej posesji z obydwoma gmachami teatralnymi. W 1914 podczas I wojny światowej teatr służył jako lazaret – niemiecki szpital wojskowy, a 20 października 1920 dzieło jego życia doszczętnie spłonęło w niewyjaśnionych okolicznościach. Nikt nawet nie próbował odbudować teatru, nie było w Łodzi wówczas takiego klimatu, brakło osoby animatora. Dawny teatr „Apollo”, później „Popularny”, jako kino funkcjonował do 1942, kiedy to również spłonął. Po dawnym „teatralnym królestwie” Sellina pozostał dziś jedynie pusty plac, wypełniony częściowo przez pawilon handlowy (niegdyś bar „Kęs”).
Był wspaniałym lodzermenschem, którego obecność mocno zaznaczyła się w historii miasta nie tylko poprzez fundowanie teatrów. Choć kojarzy się głównie z teatrem, należy wspomnieć także o innych jego inicjatywach. Zbudował tor kolarski (na tzw. „Zelinówce” obecnie okolice Placu Józefa Hallera), kąpielisko, oraz dwie łaźnie miejskie. Był także pomysłodawcą pierwszego afiszu teatralnego i jednym z założycieli Polskiego Towarzystwa Teatralnego w Łodzi. Założył wcześniej Towarzystwo Artystów Dramatycznych, które istniało do 1871 r..
Pochowany został na Starym Cmentarzu w Łodzi przy ul. Ogrodowej w części ewangelickiej (K-2, 7).

## Upamiętnienie
W dniu premiery „Marii Stuardy”, 15 października 2011, w foyer opery – Teatru Wielkiego w Łodzi na pl. H. Dąbrowskiego odsłonięto tablicę poświęconą Fryderykowi Sellinowi – twórcy pierwszego gmachu Teatru Wielkiego w Łodzi. Fundatorem tablicy jest łódzki cukiernik Robert Dybalski, a inicjatorami jej powstania – Redakcja „Kalejdoskopu” (polski miesięcznik, regionalny informator kulturalny wydawany przez Łódzki Dom Kultury) i Towarzystwo Przyjaciół Łodzi. Uroczystości towarzyszyła wystawa „Fryderyk Sellin i jego Teatr Wielki w Łodzi”, a na ekspozycji znajdowały się m.in. stare fotografie Sellina, które wcześniej można obejrzeć w „Kalejdoskopie” – to ich pierwsza publikacja w historii.